# 李培根 (1921年)
李培根（1921年—），男，四川江北人，中华人民共和国政治人物，曾任中共四川省委统战部部长，四川省政协副主席，第三届全国人大代表，第二、六届全国政协委员。